# Dall'alto i problemi sembrano più piccoli
Dall'alto i problemi sembrano più piccoli è un libro dell'astronauta, ingegnere e ufficiale italiano Paolo Nespoli, pubblicato in Italia nel 2012.
In questo libro l'astronauta racconta la sua esperienza nello spazio, specialmente a bordo della Stazione spaziale internazionale, e le lezioni di vita che ne ha ricavato.

## Edizioni
- Paolo Nespoli, Dall'alto i problemi sembrano più piccoli, Milano, Arnoldo Mondadori Editore, luglio 2012,  pp. 190, ISBN 978-88-04-61440-1.